# オーシスマップ
株式会社オーシスマップは兵庫県養父市に本社を構えるディジタルマッピング、測量、地理情報システムの開発などを行っている企業である。

## 沿革
- 2001年7月 - 大林賢一が自宅にて個人事業オーシスマップを開業 デジタルマッピング業務
- 2001年12月 - 事務所を八鹿町八鹿1909-1へ移転（賃貸、2階建て）
- 2003年1月 - 有限会社オーシスマップ設立 資本金300万円
- 2004年4月 - 事務所を八鹿町八鹿1264-11へ移転（自社ビル購入、4階建て）
- 2004年9月 - 大阪事業所開設　2006年7月廃止
- 2004年12月 - 資本金を500万円増資し800万円へ（株式への準備）
- 2005年11月 - 資本金を200万円増資し1000万円へ 養父市管内図作成業務受注、養父市初受注
- 2005年12月 - 有限会社オーシスマップから株式会社オーシスマップへ
- 2006年4月 - システム開発部門立ち上げ
- 2006年8月 - 兵庫県八鹿土木事務所 初受注。主題データ部門立ち上げ
- 2006年11月 - （財）ひょうご産業活性化センターより 成長期待企業の認定
- 2007年1月 - 養父市測量災害協定締結 営業・GPS・実測部門立ち上げ
- 2007年8月 - 養父市下水台帳データ整備業務受注（大型物件初受注）
- 2008年4月 - 中小企業技術評価制度 養父市地籍測量養父地区（長野地区）受注
- 2008年9月 - 兵庫県立考古博物館 井垣城跡他 空中写真測量委託受注
- 2008年11月 - 男女共同参画社会づくり協定締結
- 2008年12月 - 兵庫県豊岡土木事務所 初受注
- 2009年3月 - 兵庫県と子育て応援協定締結
- 2009年4月 - 兵庫県測量設計業協会入会
- 2010年2月 - 朝来支店開設
- 2010年7月 - 青渓技術センター開設